# Scopula agrapta
Scopula agrapta là một loài bướm đêm trong họ Geometridae.